# Фор, Даниель
Даниель Фор (нем. Daniel Fohr; 13 мая 1801, Гейдельберг — 25 июня 1862, Баден-Баден) — немецкий художник-пейзажист.

## Жизнь и творчество
Д. Фор был младшим братом художника-пейзажиста Карла Филиппа Фора. Ещё будучи гимназистом в Баден-Бадене, молодой Даниель сопровождает художника Карла Ротмана и его коллег в путешествиях по Рейну и Мозелю. После получения среднего образования изучает филологию, однако курс не закончил, так как решил посвятить себя живописи. Не позднее 1825 года Д. Фор становится учеником Петера Корнелиуса в Мюнхене. С 1829 года он — уже профессиональный художник, живущий и работающий в Мюнхене. В 1839 году Д. Фор становится придворным художником в Бадене и возвращается на родину (с перерывом в 1846—1850, года он находился в Мюнхене), живёт в Карлсруэ, а с 1850 года — при баденском дворе в Баден-Бадене. Д. Фор был страстным коллекционером, оставившим после себя большое собрание живописи и графики романтического направления, включавшее в себя в том числе и произведения его брата Карла Филиппа Фора.
Раннее творчество художника находилось под влиянием его более известного брата, Карла Филиппа, а также его друга Августа Лукаса и отличалось свежестью красок и реалистичностью изображения. В Мюнхене стиль живописи Д. Фора соответствует нормам местной школы пейзажа. Поздние его работы написаны в позднеромантическом стиле.

## Галерея
- Вид на Гейдельберг со стороны Хаарласса (1829)